# Bantning
Bantning är en tillfällig och systematiskt förändrad diet i försök att minska i vikt, dock inte genom en kost som uteslutande består av vätska, vilket kallas att fasta. Bantning och motion är de första åtgärder som bariatrin föreslår vid övervikt och fetma.
Bantning ska skiljas från viktkontroll, som syftar till att patienten varaktigt ska hålla en vikt.

## Etymologi

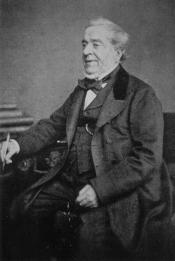
William Banting

Ordet är bildat efter den engelske predikanten och begravningsentreprenören William Banting. Han levde 1797–1878 i London och hade stora problem med sin övervikt. När han pensionerades slutade han äta socker och stärkelserik mat, vilket ledde till att han gick ner i vikt. Han gav senare ut en bok som hette Letter on Corpulence Addressed to the Public där han presenterade sin metod, the Banting method, som senare kom att användas som ett verb med betydelsen att minska sin vikt.

## Princip
Bantning går ut på att förbruka mer energi än man tar in genom mat. Detta kan göras på många olika sätt:
- Minska sitt energiintag genom att äta mindre energirik mat eller mindre portioner.
- Öka sin energiförbränning genom att till exempel motionera mer.
- Någon kombination av ovanstående.

Vid bantning är det viktigt att se till att kroppen ändå får i sig vitaminer, mineraler och proteiner. Annars finns risk för att bantningen leder till näringsbrist.
De riktlinjer som ofta lyfts fram för en lyckat viktminskning är portionskontroll (att äta mindre portioner), ett ökat intag av frukt och grönsaker, att äta mindre men oftare och inte hoppa över måltider, att vara uppmärksam på näringsinnehållet samt att öka den fysiska aktiviteten genom regelbunden motion. Experter på området rekommenderar inte en alltför snabb viktminskning, utan menar att det är mer hållbart och säkert att gå ner cirka 0,5 kg till 1 kg i veckan. För att åstadkomma en sådan viktnedgång bör den genomsnittliga kvinnan konsumera cirka 1 400 kcal per dag, medan motsvarande siffra för män är cirka 1 900 kcal. Energibehovet varierar dock beroende på faktorer som nuvarande kroppsvikt och aktivitetsnivå (energiförbrukning).

## Följder av bantning
Lyckad bantning ger mindre kroppsvikt eller mindre mängd kroppsfett, vilket förbättrar den kroppsliga hälsan för personer med övervikt och fetma. Viktminskning kan dock öka risken för depression.
Bantning kan trigga igång biologiska försvarsmekanismer mot svält, vilka motverkar viktnedgång.
En alltför snabb viktminskning kan vara skadlig, samtidigt som risken för att förlora en högre andel muskelmassa ökar om viktminskningen sker i ett för högt tempo. Forskningen visar att personer som en gång har haft problem med övervikt har en benägenhet att på nytt gå upp i vikt, till följd av bland annat en förändrad metabolism. Forskare har också funnit att det kan vara mer skadligt att ägna sig åt “jojobantning” än att fortsätta vara  överviktig. Personer som jojobantar har också visat sig löpa en större risk för att drabbas av hjärt-kärlsjukdomar. Andra forskare har inte kunnat se dessa effekter, men eftersom forskningen på området är begränsad känner vi förmodligen ännu inte till alla negativa konsekvenser med att kontinuerligt öka och minska i vikt.

## Vanliga bantningsmetoder
En stor randomiserad studie ifrån 2009 visar på att ett flertal prövade dieter för bantning fungerar med avseende på viktnedgång, med liten eller ingen skillnad mellan de olika dieterna . Det som lyfts fram som den största framgångsfaktorn för viktnedgång är motivation och engagemang.  

### Lågkalorimetoden
Denna metod går ut på att man äter mat med få kalorier, då detta innebär att man intar mindre energi. För ett par decennier sedan[när?] var detta den vanligaste bantningsmetoden. Varianter på lågkalorikost är att äta endast frukt eller någon annan typ av mat med få kalorier.

### GI-metoden
GI-metoden går ut på att äta mat med lågt GI-värde. Denna typ av mat gör att energin kan fördelas över en längre tid och man behöver inte äta lika mycket för att känna sig mätt.

### Atkinsdieten
Atkinsdieten går ut på att undvika att äta kolhydrater. Detta tvingar kroppen att ställa in sig på att förbränna fett. Kritik mot Atkins-metoden är att kroppen ställer in sig på svält och när man väl börjar äta kolhydrater igen kommer dessa att lagras som fett.

### LCHF-metoden
LCHF, Low Carb and High Fat, kan sägas vara en nära släkting till Atkins-metoden. Den innebär kraftig begränsning av kolhydratsintaget, och viss ökning av intaget av fett och protein. Strikt sådan kost är kraftigt avvikande från tidigare råd, runt 5 % kolhydrater, 65-70 % fett, 25-30 % protein. Detta har länge varit högst kontroversiellt. Dock har måttlig lågkolhydratskost i och med 2008 års råd godkänts av ADA, American Diabetes Association, som alternativ för typ 2 diabetiker som vill gå ner i vikt. Måttlig lågkolhydratskost har även prövats av svenska Socialstyrelsen, och i ett beslut 2008 funnits inte strida mot vetenskap och beprövad erfarenhet som ett alternativ till befintliga råd vid diabetes typ 2 eller övervikt. En del forskning tyder också på att extrem LCHF ökar inflammationerna i kroppen vilket ytterligare är en riskfaktor för hjärt-kärlsjukdom. [källa behövs]

### Viktväktarna
- Räknar poäng. Ett förenklat sätt att räkna kalorier.
- Går på möten.

## Så lång tid tar bantningen
Ett kg fett innehåller 7 000 kcal. För att gå ner 1 kg fett behöver man därför göra sig av med 7 000 mer än vad man får i sig. Äter man 500 kcal mindre per dag i en vecka har man således gått ner ½ kg fett.